# Aphanamixis polystachya
Espèce
Classification phylogénétique
Statut de conservation UICN

 LC  : Préoccupation mineure
Aphanamixis polystachya est une espèce d'arbre de la famille des Meliaceae.
Elle est originaire des zones généralement tropicales d'Asie et Océanie : Chine, Bhoutan, Inde, Sri Lanka, Indochine, Birmanie, Thaïlande, Indonésie, Malaisie, Papouasie-Nouvelle-Guinée et Philippines.
Cette espèce peut être utilisé comme arbre ornemental, elle peut atteindre 30 mètres de haut. Son bois est d'intérêt également. On peut enfin en extraire des lipides.

## Synonymes
- Aglaia polystachya Wall.
- Ricinocarpodendron polystachyum (Wall.) Mabb.
- Andersonia rohituka Roxb.
- Amoora rohituka (Roxb.) Wight & Arn.